# Truth in Numbers?
Truth in Numbers? 2010-ben bemutatott amerikai dokumentumfilm, amely feltárja az angol nyelvű Wikipédia történelmi és kulturális vonatkozásait. A filmet Scott Glosserman és Nic Hill rendezte. A film költségvetése 55 134 amerikai dollár volt. A film angol nyelven jelent meg.

## Fordítás
- Ez a szócikk részben vagy egészben  a   Truth in Numbers? című angol Wikipédia-szócikk ezen változatának fordításán alapul.  Az eredeti cikk szerkesztőit annak laptörténete sorolja fel. Ez a jelzés csupán a megfogalmazás eredetét és a szerzői jogokat jelzi, nem szolgál a cikkben szereplő információk forrásmegjelöléseként.